# آشینا موریئوجی

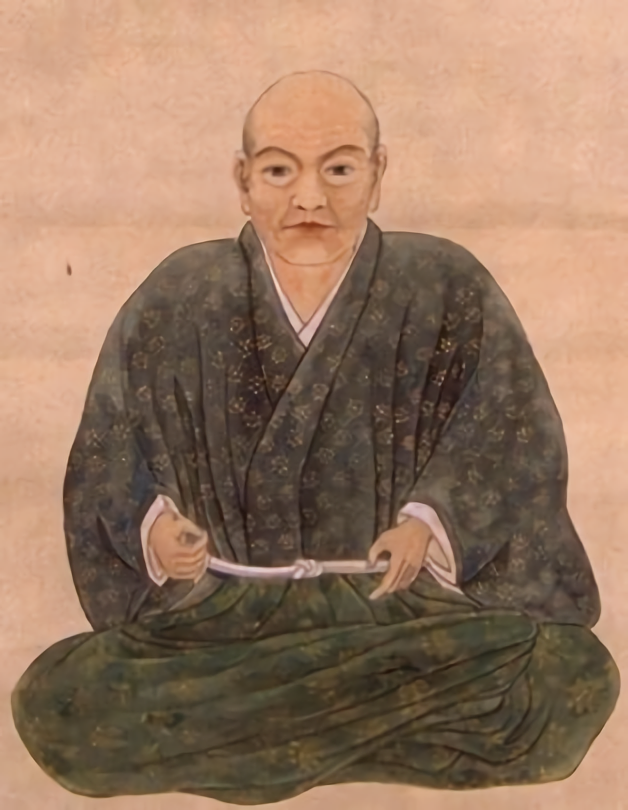
تصویر آشینا موریئوجی

آشینا موریئوجی (به ژاپنی: 芦名 盛氏 Ashina Moriuji); ۱ ژانویهٔ ۱۵۲۱ – ۲۸ ژوئیهٔ ۱۵۸۰) سامورایی، دایمیو در دوره آزوچی–مومویاما اهل ژاپن بود. او فرماندار قلعه آیزو-واکاماتسو در ولایت موتسو بود.